# Distrikt Sauce
Der Distrikt Sauce liegt in der Provinz San Martín in der Region San Martín in Nord-Peru. Der Distrikt wurde am 20. Mai 1936 gegründet. Er besitzt eine Fläche von 101 km². Beim Zensus 2017 wurden 7469 Einwohner gezählt. Im Jahr 1993 betrug die Einwohnerzahl 4568, im Jahr 2007 10.598. Sitz der Distriktverwaltung ist die 616 m hoch gelegene Kleinstadt Sauce mit 5408 Einwohnern (Stand 2017). Sauce befindet sich 28 km südöstlich der Provinzhauptstadt Tarapoto.

## Geographische Lage
Der Distrikt Sauce befindet sich im Südwesten der Provinz San Martín. Er liegt in den östlichen Voranden östlich des Río Huallaga. Zentral im Distrikt befindet sich der etwa 4 km² große See Laguna Sauce mit dem Hauptort Sauce an dessen Nordufer. Das Areal wird nach Südwesten zur Quebrada Mishquiyacu hin entwässert.
Der Distrikt Sauce grenzt im Westen an den Distrikt Alberto Leveau, im Norden an den Distrikt Shapaja, im Nordosten an den Distrikt Chazuta sowie im Südosten und im Südwesten an die Distrikte Tres Unidos und Pilluana (beide in der Provinz Picota).

## Ortschaften
Neben dem Hauptort gibt es folgende größere Ortschaften im Distrikt:
- 2 de Mayo (404 Einwohner)